# 小行星9272
小行星9272（英語：9272 Liseleje）是一颗围绕太阳公转的小行星。1979年5月19日，R. M. West在拉西拉天文台发现了此天体。
这颗小行星的绝对星等为147.81558等。